# Henschel Musik
Henschel Musik ist ein in Kassel ansässiger deutscher Verlag und Vertrieb für Bühnenwerke.

## Geschichte
Bruno Henschel (1900–1976) gründete den Verlag im Jahr 1945 in Ost-Berlin. Dem Kunst- und Theaterverlag wurde 1951 eine Bühnenvertriebsabteilung für musikdramatische Werke angeschlossen. Hier erschienen viele Werke namhafter Komponisten der DDR wie Paul Dessau, Georg Katzer, Gerhard Rosenfeld oder Rainer Kunad. Darüber hinaus brachte Henschel Musik viel gespielte Interpretationen bekannter Opern von Mozart, Verdi u. a. durch Walter Felsenstein, Joachim Herz und Klaus Schlegel heraus.
Nach der Wiedervereinigung wurde der Bühnenvertrieb Henschel Musik privatisiert und als Henschel Musik GmbH in die Bärenreiter-Verlagsgruppe integriert. 2001 wechselte der Verlagssitz von Berlin nach Kassel. Der Name wurde in „Henschel Verlag für Musik GmbH“ geändert. Vertreten wird der Verlag weiterhin unter dem Namen „Henschel Musik“ von Alkor.

## Henschel-Verlag
Der frühere Henschelverlag Kunst und Gesellschaft ist heute Teil der Verlagsgruppe Seemann Henschel in Leipzig.